# Izrael na Zimowych Igrzyskach Olimpijskich 2018
Izrael na Zimowych Igrzyskach Olimpijskich 2018 – kadra sportowców reprezentujących Izrael na igrzyskach w 2018 roku w Pjongczangu. Liczyła 10 zawodników (7 mężczyzn i 3 kobiety). Był to siódmy występ reprezentacji Izraela na zimowych igrzyskach olimpijskich.

## Skład reprezentacji

### Narciarstwo alpejskie
Mężczyźni
| Zawodnik     | Konkurencja   | Przejazd 1. | Przejazd 1. | Przejazd 2. | Przejazd 2. | Czas łączny | Czas łączny | Źródło |
| Zawodnik     | Konkurencja   | Czas        | Miejsce     | Czas        | Miejsce     | Czas        | Miejsce     | Źródło |
| ------------ | ------------- | ----------- | ----------- | ----------- | ----------- | ----------- | ----------- | ------ |
| Itamar Biran | slalom gigant | 1:17,52     | 58.         | 1:16,19     | 45.         | 2:33,71     | 49.         | [ 1 ]  |
| Itamar Biran | slalom        | DNF         | DNF         | DNS         | DNS         | DNF         | DNF         | [ 2 ]  |

### Łyżwiarstwo figurowe

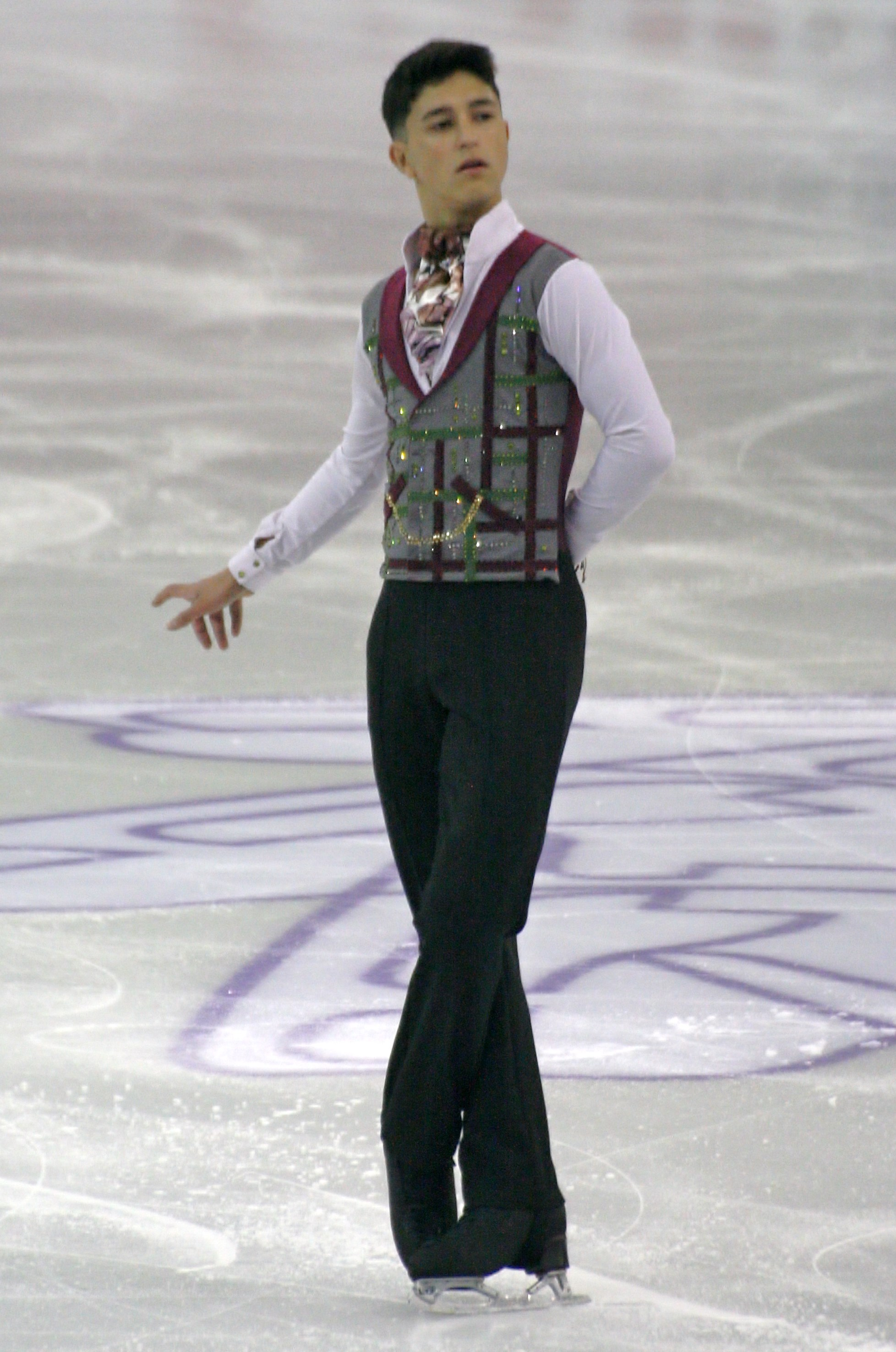
Danijjel Samochin

| Zawodnik                            | Konkurencja      | TK/PK     | TK/PK   | TD/PD  | TD/PD   | Nota łączna | Nota łączna | Źródło                                                         |
| Zawodnik                            | Konkurencja      | Punkty    | Miejsce | Punkty | Miejsce | Punkty      | Miejsce     | Źródło                                                         |
| ----------------------------------- | ---------------- | --------- | ------- | ------ | ------- | ----------- | ----------- | -------------------------------------------------------------- |
| Alexei Bychenko                     | soliści          | 84,13     | 13. Q   | 172,88 | 8.      | 257,01      | 11.         | [ 3 ] [ 4 ] [ 5 ]                                              |
| Danijjel Samochin                   | soliści          | 80,69     | 18. Q   | 170,75 | 11.     | 251,44      | 13.         | [ 3 ] [ 4 ] [ 5 ]                                              |
| Paige Conners Jewgieni Krasnopolski | pary sportowe    | 60,35     | 19. nq  | NQ     | NQ      | NQ          | NQ          | [ 6 ] [ 7 ] [ 8 ]                                              |
| Adel Tankova Ronald Zilberberg      | pary taneczne    | 46,66     | 24. nq  | NQ     | NQ      | NQ          | NQ          | [ 9 ] [ 10 ] [ 11 ]                                            |
| Alexei Bychenko                     | Zawody drużynowe | 88,49 (9) | 2.      | NQ     | NQ      | 13          | 8.          | [ 12 ] [ 13 ] [ 14 ] [ 15 ] [ 16 ] [ 17 ] [ 18 ] [ 19 ] [ 20 ] |
| Aimee Buchanan                      | Zawody drużynowe | 46,30 (1) | 10.     | NQ     | NQ      | 13          | 8.          | [ 12 ] [ 13 ] [ 14 ] [ 15 ] [ 16 ] [ 17 ] [ 18 ] [ 19 ] [ 20 ] |
| Paige Conners Jewgieni Krasnopolski | Zawody drużynowe | 54,47 (2) | 9.      | NQ     | NQ      | 13          | 8.          | [ 12 ] [ 13 ] [ 14 ] [ 15 ] [ 16 ] [ 17 ] [ 18 ] [ 19 ] [ 20 ] |
| Adel Tankova Ronald Zilberberg      | Zawody drużynowe | 44,61 (1) | 10.     | NQ     | NQ      | 13          | 8.          | [ 12 ] [ 13 ] [ 14 ] [ 15 ] [ 16 ] [ 17 ] [ 18 ] [ 19 ] [ 20 ] |

### Short track
| Zawodnik          | Konkurencja | Kwalifikacje | Kwalifikacje | Ćwierćfinał | Ćwierćfinał | Półfinał | Półfinał | Finał | Finał   | Miejsce | Źródło                             |
| Zawodnik          | Konkurencja | Czas         | Pozycja      | Czas        | Pozycja     | Czas     | Pozycja  | Czas  | Pozycja | Miejsce | Źródło                             |
| ----------------- | ----------- | ------------ | ------------ | ----------- | ----------- | -------- | -------- | ----- | ------- | ------- | ---------------------------------- |
| Vladislav Bykanov | 500 metrów  | 47,177       | 4. nq        | NQ          | NQ          | NQ       | NQ       | NQ    | NQ      | NQ      | [ 21 ] [ 22 ] [ 23 ] [ 24 ] [ 25 ] |
| Vladislav Bykanov | 1000 metrów | DSQ          | DSQ          | NQ          | NQ          | NQ       | NQ       | NQ    | NQ      | NQ      | [ 26 ] [ 27 ] [ 28 ] [ 29 ] [ 30 ] |
| Vladislav Bykanov | 1500 metrów | DSQ          | DSQ          | —           | —           | NQ       | NQ       | NQ    | NQ      | NQ      | [ 31 ] [ 32 ] [ 33 ] [ 34 ]        |

### Skeleton
| Zawodnik     | Konkurencja    | Ślizg 1 | Ślizg 1 | Ślizg 2 | Ślizg 2 | Ślizg 3 | Ślizg 3 | Ślizg 4 | Ślizg 4 | Czas łączny | Miejsce | Źródło |
| Zawodnik     | Konkurencja    | Czas    | Miejsce | Czas    | Miejsce | Czas    | Miejsce | Czas    | Miejsce | Czas łączny | Miejsce | Źródło |
| ------------ | -------------- | ------- | ------- | ------- | ------- | ------- | ------- | ------- | ------- | ----------- | ------- | ------ |
| Adam Edelman | ślizg mężczyzn | 52,48   | 28.     | 52,43   | 28.     | 52,35   | 28.     | NQ      | NQ      | 2:37,26     | 28.     | [ 35 ] |